# Evi Kent
Evi Kent (eigentlich Helene-Eva Kment; * 8. März 1939 in Brünn, damals Sudetengau (Deutsches Reich), heute Tschechische Republik) ist eine österreichische Schauspielerin und Sängerin. Ihr Vater war Wilhelm Kment, ein Fußballspieler und Fußballtrainer.

## Leben und Wirken
Evi Kent wurde bereits zu Beginn des Fernsehzeitalters nach dem Krieg vor die Kamera geholt. Wenig später (1955) erhielt sie auch ihr erstes Angebot vom Film. Sie nahm daraufhin Schauspielunterricht in Berlin und ließ sich in Gesang und Klavierspiel ausbilden. Gleich zu Beginn ihrer Karriere landete Evi Kent auch einige Erfolge als Sängerin mit Schlagern wie ‚Warum dreh‘n sich alle Männer nach mir um‘, ‚Mauerblümchen‘ und (mit Bob Parker) ‚Was kann schöner sein‘, einer deutschen Coverversion des Doris-Day-Hits ‚Que Sera, Sera‘.
Im Film wurde die Mimin oft als die ein wenig naive, aber aufreizende junge Frau mit einem Hauch von Sexappeal besetzt. Evi Kent spielte nach dem Ende ihrer Filmkarriere Mitte der 60er Jahre an der Bühne und reüssierte im Musical Irma la Douce. Zu dieser Zeit erhielt sie auch einige Verpflichtungen vom Fernsehen. Ab den frühen 70er Jahren verschwand Evi Kent weitgehend aus dem Blickfeld der Öffentlichkeit.

## Filmografie
- 1953: Spiel mit dem Glück (TV)
- 1953: Knallbonbons (TV-Silvestershow)
- 1955: Mamitschka
- 1956: Friederike von Barring
- 1956: Mein Vater, der Schauspieler
- 1956: Johannisnacht
- 1957: Jede Nacht in einem anderen Bett
- 1959: Drei Orangen (TV)
- 1960: Tales of the Vikings, Folge: The Dragon (TV)
- 1960: Sachen zum Lachen (TV)
- 1961: Die Mutprobe (TV)
- 1961: Ein paar Minuten gute Laune (TV)
- 1961: Unsere tollen Tanten
- 1962: Kleine Schwächen (TV)
- 1962: Verrückt und zugenäht
- 1962: Tanze mit mir in den Morgen
- 1962: Haifischbar (Fernsehserie)
- 1962: Du hast Glück bei den Frau’n (TV)
- 1962: Unter Wasser küßt man nicht
- 1962: Ich lade Sie ein, Fräulein… (TV)
- 1963: Die lustigen Vagabunden
- 1963: Unsere tollen Nichten
- 1963: Allotria in Zell am See
- 1963: Im singenden Rößl am Königssee
- 1963: Eheinstitut Harmonie (TV)
- 1963: Ein Traum reist um die Welt (TV, Musical; Regie: Fred Kraus)
- 1963: 50 Jahre Klingklang & Co. (TV)
- 1963: Tote zahlen keine Steuern (TV)
- 1964: Rote Lippen soll man küssen (Die ganze Welt ist himmelblau)
- 1964: Jetzt dreht die Welt sich nur um dich
- 1964: Mitternachtszauber (TV)
- 1964: Happy-End am Wörthersee (Happy-End am Attersee)
- 1965: Ein Tag voll Musik (TV)
- 1966: Der doppelte Moritz (TV)
- 1967: Schlager International (TV)
- 1969: Komische Geschichten mit Georg Thomalla: Tommi sucht Anschluß (TV)
- 1971: Auf der grünen Wiese (TV)
- 1973: Blau blüht der Enzian
- 1982: Alfred auf Reisen, Folge: Der Kurgast (TV)

## Bühne (Auswahl)
- 1958: Meine Frau heißt Julius (Löwingerbühne; Hauptdarsteller: Gunther Philipp)